# Špela Silvester
Špela Silvester (* 14. Januar 1987) ist eine slowenische Badmintonspielerin. 

## Karriere
Špela Silvester gewann nach mehreren Titeln im Juniorenbereich 2008 ihren ersten nationalen Titel im Mixed in Slowenien bei den Erwachsenen. 2009 und 2010 verteidigte sie diesen Titel. 2010 war sie zusätzlich noch im Damendoppel und im Dameneinzel erfolgreich. 2009 siegte sie bei den Cyprus International.

## Sportliche Erfolge
| Saison | Veranstaltung                                 | Disziplin   | Platz | Name                               |
| ------ | --------------------------------------------- | ----------- | ----- | ---------------------------------- |
| 2002   | Slowenien: Einzelmeisterschaften der Junioren | Damendoppel | 1     | Urška Silvester / Špela Silvester  |
| 2003   | Weltmeisterschaft                             | Damendoppel | 33    | Špela Silvester / Urška Silvester  |
| 2003   | Slowenien: Einzelmeisterschaften der Junioren | Damendoppel | 1     | Urska Silvester / Špela Silvester  |
| 2004   | Slowenien: Einzelmeisterschaften der Junioren | Mixed       | 1     | Nejc Boljka / Špela Silvester      |
| 2004   | Slowenien: Einzelmeisterschaften der Junioren | Damendoppel | 1     | Urška Silvester / Špela Silvester  |
| 2008   | Slowenien: Einzelmeisterschaften              | Mixed       | 1     | Aleš Murn / Špela Silvester        |
| 2009   | Cyprus International                          | Dameneinzel | 1     | Špela Silvester                    |
| 2009   | Türkei: Internationale Meisterschaften        | Damendoppel | 3     | Staša Poznanović / Špela Silvester |
| 2009   | Slowenien: Einzelmeisterschaften              | Mixed       | 1     | Aleš Murn / Špela Silvester        |
| 2009   | Slowenien: Einzelmeisterschaften              | Damendoppel | 1     | Špela Silvester / Maja Tvrdy       |
| 2010   | Slowenien: Einzelmeisterschaften              | Mixed       | 1     | Aleš Murn / Špela Silvester        |
| 2010   | Slowenien: Einzelmeisterschaften              | Dameneinzel | 1     | Špela Silvester                    |
| 2010   | Slowenien: Einzelmeisterschaften              | Damendoppel | 1     | Maja Kersnik / Špela Silvester     |